# بروموویتسه (ناحیه برتسلاف)
بروموویتسه (به چکی: Brumovice) یک منطقهٔ مسکونی در جمهوری چک است که در ناحیه برتسلاو واقع شده‌است. بروموویتسه ۹۳۶ نفر جمعیت دارد.